# Pupille - In mani sicure
Pupille - In mani sicure (Pupille) è un film drammatico franco-belga del 2018 diretto e scritto da Jeanne Herry. Affronta il tema dell'adozione e dei parti in anonimato in Francia, attraverso lo sguardo del servizio sociale e di un neonato lasciato dalla madre dopo il parto.

## Trama
La studentessa universitaria Claire decide di rinunciare al suo bambino, Théo, verso il quale prova un sentimento di rifiuto. Attorno alla giovane e al bambino si attivano una serie di figure che li accompagneranno verso l'adozione e un nuovo inizio: l'infermiera Élodie; l'assistente sociale Mathilde François, che si occupa degli aspetti emotivi e burocratici post parto; Karine, un'educatrice specializzata e appassionata che segue gli inserimenti dei minori; Irène, la responsabile del Consiglio della famiglia per l'adozione, prossima alla pensione; infine Jean, assistente familiare in crisi, a cui Théo verrà affidato per due mesi.
Al termine di questo periodo, se la madre biologica non sarà tornata sui suoi passi, Theo diventerà "pupillo" (pupille in francese) dello Stato, dunque adottabile. La strada di Théo si incrocerà infine con quella di Alice Langlois, una quarantunenne che desidera fortemente avere un bambino, nonostante delusioni e fallimenti. Nel corso della pluriennale attesa per avere un bambino adottivo matura e cambia prospettiva, anche grazie al sostegno e alla fermezza di Lydie, l'assistente sociale che segue la sua pratica.

## Riconoscimenti

### Candidature
- 2019 - Premio César [1][2]
  - Candidatura per il Miglior film ad Alain Attal, Hugo Sélignac, Vincent Mazel (produttori) e Jeanne Herry (regista)
  - Candidatura come Migliore regia a Jeanne Herry
  - Candidatura come Miglior attore a Gilles Lellouche
  - Candidatura come Miglior attrice a Élodie Bouchez
  - Candidatura come Miglior attrice a Sandrine Kiberlain
  - Candidatura come migliore sceneggiatura originale a Jeanne Herry
  - Candidatura come Migliore musica da film a Pascal Sangla